# 小行星11244
小行星11244（11244 Andrékuipers）是一颗绕太阳运转的小行星，为主小行星带小行星。该小行星于1973年9月19日发现。

## 轨道参数
小行星11244的轨道半长轴为362 982 648 km，2.4263546 UA，离心率为0.172。